# Estonia na Letnich Igrzyskach Olimpijskich 2008
Estonię na Letnich Igrzyskach Olimpijskich 2008 reprezentowało 47 zawodników - najwięcej w historii startów tego państwa na letnich igrzyskach olimpijskich.
Był to 10. start reprezentacji Estonii na letnich igrzyskach olimpijskich. Od 1908 do 1912 estońscy olimpijczycy brali udział razem z rosyjską drużyną, poza tym należeli estońscy sportowcy od 1952 do 1988 do drużyny ZSRR. Wszyscy estońscy olimpijczycy, którzy zakwalifikowali się do Letnich Igrzysk Olimpijskich w Pekinie, zostali oficjalnie nominowani przez Estoński Komitet Olimpijski (Eesti Olümpiakomitee). Wioślarz Jüri Jaanson (43), który po raz szósty brał udział w igrzyskach olimpijskich, był najstarszym estońskim uczestnikiem igrzysk olimpijskich. 

## Zdobyte medale
| Medal  | Zawodnik                    | Dyscyplina    | Konkurencja           |
| ------ | --------------------------- | ------------- | --------------------- |
| Złoto  | Gerd Kanter                 | Lekkoatletyka | Rzut dyskiem mężczyzn |
| Srebro | Jüri Jaanson Tõnu Endrekson | Wioślarstwo   | M2x (dwójka podwójna) |